# 高克祥
高克祥（1954年10月—），男，中华人民共和国政治人物、外交官。

## 生平
1978年，高克祥进入中华人民共和国外交部工作，先后在驻巴西大使馆、外交部北美大洋洲司、外交部拉丁美洲和加勒比司任职。2001年9月，担任中华人民共和国驻几内亚比绍大使。2003年，回国任外交部大使。2004年，任上海宝钢集团公司海外事业发展部副部长。2005年，任外交部拉丁美洲和加勒比司副司长。2006年8月，担任中华人民共和国驻葡萄牙大使。2010年，回国任外交部拉丁美洲和加勒比司大使。2011年7月，接替张伯伦担任中华人民共和国驻安哥拉大使。2015年8月，自安哥拉离任。

## 家庭
已婚，夫人是外交官李飞月，两人育有一女。

## 中国驻几内亚比绍大使遭绑架事件
2003年2月10日，中国驻几内亚比绍大使高克祥和另外两名使馆人员开车外出归来，在大使官邸被4名持冲锋枪、手枪、长刀和铁棍的歹徒劫持。在劫持过程中，高克祥大使背部被歹徒刺伤，左前胸数根肋骨骨折，小腿也被打伤。
事件发生后，几内亚比绍总统昆巴·雅拉以及总理、外长、警察总监等先后到中国大使馆，慰问了受伤的高克祥大使和其他使馆工作人员。高克祥大使要求几内亚比绍政府采取措施，确保中国大使馆的安全，并全力缉拿罪犯，追回被歹徒抢走的使馆钱物。